# Emilio Navarro
Emilio Navarro, detto Milito (Patillas, 26 settembre 1905 – Ponce, 30 aprile 2011), è stato un giocatore di baseball portoricano.
È stato il primo portoricano a giocare nella Negro League.
Fin da piccolo aiuta la madre nel lavoro, frequentando intanto la scuola "Castillo Public School".
Negli anni '20, nella nazione dei Stati Uniti d'America le persone di colore nero e le persone di colore bianco non potevano giocare insieme. Così un gruppo di imprenditori organizzò la Negro League. Navarro giocò con la "Cuban Stars" e aveva una media di battuta di 0,337. Dopodiché Navarro ha giocato con delle squadre della Repubblica Dominicana, nel 1928 e '29 e Venezuela, nel 1930.. Emilio è stato uno dei fondatori del club "Leones de Ponce", di cui ha lavorato per 20 anni.
Dopo che nel 1934 decide di ritirarsi da giocatore, e nel 35 viene nominato miglior atleta del Porto Rico, nel 1938 è stato eletto "Giocatore professionista ideale del baseball", da Emilio Huike.. Dopodiché lavorò per 20 anni come amministratore del "Francisco Montaner Stadium".
Nel 1961, 1992 e 1993 viene inserito nei "Puerto Rican Baseball Hall of Fame"; invece nel 2006 nei "Hispanic Heritage Baseball Hall of Fame"
Nel giugno del 2008 viene premiato durante una partita allo Yankee Stadium, del premio "Experience Works".. Gli è stato dedicato anche un film/documentario, dal titolo "Beisbol".
Il 26 settembre 2010 compie 105 anni, e molti omaggi tra i Stati Uniti e Porto Rico, gli sono stati offerti.
Il 27 aprile 2011 Navarro è stato ricoverato a Ponce., il giorno dopo è stato trasferito nel reparto di terapia intensiva, dopo aver subiro un ictus.. Il 30 aprile dello stesso anno muore.